# Anthony Olubunmi Okogie
Anthony Olubunmi Okogie (Lagos, 16 giugno 1936) è un cardinale e arcivescovo cattolico nigeriano, dal 25 maggio 2012 arcivescovo emerito di Lagos.

## Biografia
Anthony Olubunmi Okogie è nato il 16 giugno 1936 nell'allora capitale Lagos, vicariato apostolico della Costa di Benin (oggi arcidiocesi di Lagos), sulla costa sud-occidentale dell'allora colonia britannica della Nigeria (oggi repubblica federale nel Commonwealth delle nazioni); proveniente da una famiglia reale, è il primogenito di Michael Ohigbom Okogie, principe di etnia esan, e Lucy Adunni Afolabi, principessa di etnia yoruba.

### Formazione e ministero sacerdotale
Ha cominciato la formazione primaria alla Holy Cross School, proseguendo poi alla Saint Patrick's Primary School a Sapele; nel 1951 è stato ammesso al St. Gregory's College della nativa Lagos, gestito dalla Società delle missioni africane, dove ha maturato una precoce vocazione al sacerdozio. Si è così iscritto prima al St. Theresa's Minor Seminary ad Ibadan e successivamente al Ss. Peter and Paul Major Seminary nella medesima città per gli studi in filosofia e teologia. Nel 1963 si è trasferito a Roma, in Italia, dove per un triennio ha frequentato la Pontificia università urbaniana assieme all'amico, connazionale e futuro arcivescovo Felix Alaba Adeosin Job.
Al suo rientro in patria, ha ricevuto l'ordinazione sacerdotale l'11 dicembre 1966, nella capitale, per imposizione delle mani di John Kwao Amuzu Aggey, arcivescovo metropolita di Lagos; si è incardinato, trentenne, come presbitero della medesima arcidiocesi. Lo stesso giorno sua sorella Mary Peter Okogie ha preso i primi voti per entrare nelle Suore del Cuore eucaristico di Gesù. Poco dopo è tornato a Roma per conseguire la licenza in teologia all'Urbaniana, con l'intenzione di proseguire lì anche il dottorato, ma è stato richiamato in tutta fretta in Nigeria.
Ha iniziato subito il ministero pastorale come coadiutore nella cattedrale della Santa Croce a Lagos fino al suo trasferimento come vicario economo della parrocchia St. Patrick ad Idumagbo; al contempo è stato anche direttore diocesano delle scuole cattoliche e dell'Opera delle vocazioni, nonché responsabile dei programmi radiofonici della Radiotelevisione Nazionale. In seguito è stato reclutato come cappellano nell'esercito nigeriano, prestando servizio al fronte durante la guerra civile in Nigeria, confortando i soldati e trasmettendo programmi religiosi. Poco dopo è tornato ad officiare nella cattedrale della Santa Croce, retta da padre T.J. Moran, che già aveva incontrato come rettore al St. Gregory's College; contemporaneamente è divenuto anche professore di religione al King's College di Lagos e membro della commissione pastorale diocesana, ricoprendo tali ruoli fino alla promozione all'episcopato.

### Ministero episcopale

#### Vescovo ausiliare di Oyo e Lagos
Il 5 giugno 1971 papa Paolo VI lo ha nominato vescovo ausiliare di Oyo, assegnandogli contestualmente la sede titolare di Mascuola; non ancora trentacinquenne e con meno di cinque anni di esperienza pastorale, è divenuto uno dei più giovani vescovi del mondo. Ha ricevuto la consacrazione episcopale il 29 agosto seguente, nella cattedrale di San Benedetto ad Osogbo, per imposizione delle mani di Owen McCoy, M.Afr., vescovo di Oyo, assistito dai co-consacranti Anthony Saliu Sanusi, vescovo di Ijebu-Ode, ed Alexius Obabu Makozi, vescovo titolare di Fallaba ed ausiliare di Lokoja. Come suo motto episcopale ha scelto Fides caritas fortitudo, che tradotto vuol dire "Carità, fede e forza".
La diocesi di Oyo, al confine con il Benin ed a nord della capitale, comprende quasi totalmente l'omonimo Stato federato; evangelizzata alla fine del XIX secolo dai Missionari d'Africa, è una zona dove i cattolici rappresentano una minoranza esigua e dove la fede prevalente è l'islam, con cui il neo vescovo si è applicato per instaurare un dialogo.
Poco più di un anno dopo, il 19 settembre 1972 è stato trasferito, trentaseienne, all'ufficio di ausiliare di Lagos; la sede era vacante dal 13 marzo precedente, giorno della morte improvvisa del sessantaquattrenne John Kwao Amuzu Aggey, che già lo aveva ordinato sacerdote. La prima comunità cattolica della città era nata negli anni 1860, quando un piccolo gruppo di ex schiavi rientrò dal Brasile in Nigeria. 

#### Arcivescovo metropolita di Lagos
Il 13 aprile 1973 papa Paolo VI lo ha promosso arcivescovo metropolita di Lagos; trentasettenne, è stato il primo nigeriano a ricoprire tale ruolo. Ha preso possesso dell'arcidiocesi durante una cerimonia svoltasi nella cattedrale della Santa Croce a Lagos il 17 giugno seguente.
Il 12 febbraio 1982 ha accolto papa Giovanni Paolo II durante la tappa nella capitale del suo viaggio apostolico in Nigeria, il primo di un pontefice nel Paese africano, occupandosi dei preparativi e coinvolgendo gli altri vescovi nonché i capi di Governo; dopodiché il papa ha visitato anche Benin, Guinea Equatoriale e Gabon. Durante la permanenza ha assistito alla messa celebrata nella cattedrale ed all'incontro con il presidente Shehu Shagari ed il resto della classe politica nigeriana.
Nel 1988 è stato eletto presidente della Conferenza dei vescovi cattolici della Nigeria subentrando a Gonsum Ganaka, arcivescovo metropolita di Jos. Nel novembre dello stesso anno è stato eletto anche presidente della Christian Association of Nigeria, un'organizzazione che ha avuto tra i suoi fondatori il cardinale Dominic Ignatius Ekandem e che riunisce le diverse confessioni cristiane della nazione (cattolici, protestanti, metodisti e pentecostali), venendo eletto per un secondo mandato nel 1992 e dimostrando una grande attenzione per il dialogo interreligioso in un momento in cui le allora giunte militari si trovavano di fronte a politiche controverse sulla separazione tra Stato e religione.
Dal 10 aprile all'8 maggio 1994 ha preso parte alla I assemblea speciale per l'Africa del Sinodo dei vescovi, svoltosi nella Città del Vaticano, con tema La Chiesa in Africa e la sua missione evangelizzatrice verso l'anno 2000: "Sarete miei testimoni" (At 1, 8). Poco dopo ha terminato il proprio mandato come presidente dell'episcopato nigeriano, venendo succeduto da Albert Kanene Obiefuna, arcivescovo metropolita di Onitsha; inoltre nel novembre 1995 ha ceduto anche la direzione della Christian Association, lasciandola a Sunday C. Mbang, pastore della Chiesa metodista.
È stato presente anche durante il secondo viaggio apostolico del papa in Nigeria, dal 21 al 23 marzo 1998, che ha visitato Abuja, nuova capitale del Paese, per celebrare il 100º anniversario dell'evangelizzazione della Nigeria e la beatificazione di Cipriano Iwene Tansi.
Uno dei punti fondamentali del suo ministero è stato il dialogo religioso con i musulmani, che rappresentano quasi il 50% della popolazione nigeriana, stabilendo contatti fraterni con i le loro guide spirituali ed assistendo i più bisognosi tra loro. Ad esempio, quando il 9 ottobre 2001 la trentaquattrenne musulmana Safiya Hussaini è stata condannata alla lapidazione per aver commesso adulterio in base alla Shari'a, avendo dato alla luce un figlio fuori dal matrimonio dopo essere stata ripetutamente violentata da un suo vicino, egli si è offerto volontariamente di prendere il suo posto. Fortunatamente il 25 marzo dell'anno successivo la donna è stata assolta da ogni accusa ed il caso archiviato.
Il 16 aprile 2002 si è recato in Vaticano, assieme agli altri membri dell'episcopato nigeriano, per la visita ad limina apostolorum, allo scopo di discutere con il pontefice della situazione e dei problemi relativi alla sua arcidiocesi.
L'arcivescovo Okogie è divenuto una personalità di grande rilievo, impegnandosi a favore dei più bisognosi, vivendo in modo semplice e morigerato e mettendosi a disposizione di tutti. All'inizio del suo ministero l'arcidiocesi contava solo 4 parrocchie e 60 sacerdoti ma grazie al suo impegno ed all'organizzazione, durante il suo episcopato il numero dei sacerdoti è salito a 295 e le parrocchie sono aumentate al numero di 111; tuttavia il dato più sorprendente riguarda il numero di fedeli, aumentato di ben ventotto volte, passando da circa 110 mila ad oltre 3 milioni.

### Cardinalato
Il 28 settembre 2003, prima dell'angelus domenicale, papa Giovanni Paolo II ha annunciato la sua creazione a cardinale nel concistoro del 21 ottobre seguente; sessantasettenne, è stato il terzo nigeriano a ricevere la porpora cardinalizia nella storia della Chiesa, il primo a capo dell'arcidiocesi di Lagos. Durante la cerimonia, svoltasi alle ore 10:30 presso la basilica di San Pietro in Vaticano, gli sono stati conferiti la berretta, l'anello cardinalizio ed il titolo presbiterale della Beata Vergine Maria del Monte Carmelo a Mostacciano, vacante dal 23 settembre 2002, giorno della morte del cardinale cinese John Baptist Wu Cheng-chung, vescovo emerito di Hong Kong.
Il 24 novembre successivo lo stesso pontefice lo ha nominato anche membro della Congregazione per l'evangelizzazione dei popoli e del Pontificio consiglio delle comunicazioni sociali. Ha preso possesso della sua chiesa titolare durante una cerimonia svoltasi il 22 maggio 2004 alle ore 18:30.
Dopo la morte di papa Giovanni Paolo II, ha preso parte al conclave del 2005, che si è concluso il 19 aprile con l'elezione al soglio pontificio di papa Benedetto XVI.
Il 22 ottobre successivo il papa lo ha nominato suo inviato speciale al Congresso eucaristico nazionale del Ghana, svoltosi poi a Kumasi dal 19 al 20 novembre.
Il 27 dicembre 2006, giorno dopo l'esplosione di un oleodotto nella periferia di Lagos che ha causato centinaia di vittime, il papa gli ha indirizzato un telegramma di cordoglio attraverso il cardinale Tarcisio Bertone, S.D.B., segretario di Stato di Sua Santità.
Il 3 febbraio 2007 è stato nominato membro del Consiglio di cardinali per lo studio dei problemi organizzativi ed economici della Santa Sede.
Il 5 febbraio 2009 ha compiuto nuovamente la visita ad limina assieme agli altri vescovi nigeriani e dal 3 al 25 ottobre successivo ha preso parte alla II assemblea speciale per l'Africa del Sinodo dei vescovi con tema La Chiesa in Africa a servizio della riconciliazione, della giustizia e della pace. "Voi siete il sale della terra ... Voi siete la luce del mondo" (Mt 5, 13.14). Inoltre è stato nominato membro onorario della Fondazione Internazionale Raoul Wallenberg.
Il 25 maggio 2012 papa Benedetto XVI ha accettato la sua rinuncia dal governo pastorale dell'arcidiocesi di Lagos per raggiunti limiti d'età, ai sensi del can. 401 § 1 del Codice di diritto canonico, divenendone arcivescovo emerito all'età di settantanove anni e dopo ben trentanove di governo pastorale; gli è succeduto il cinquantaduenne Alfred Adewale Martins, fino ad allora vescovo di Abeokuta. È rimasto amministratore apostolico dell'arcidiocesi fino all'ingresso del successore, avvenuto il 4 agosto.
Dopo la rinuncia di papa Benedetto XVI, ha preso parte al conclave del 2013, che si è concluso il 13 marzo con l'elezione al soglio pontificio di papa Francesco.
Il 16 giugno 2016, al compimento dell'ottantesimo genetliaco, ha perso il diritto di entrare in conclave ed ha cessato di essere membro dei dicasteri della Curia romana, in conformità all'art. II § 1-2 del motu proprio Ingravescentem Aetatem, pubblicato da papa Paolo VI il 21 novembre 1970.
Il 26 aprile 2018 si è recato ancora in visita ad limina con i vescovi nigeriani.

## Genealogia episcopale e successione apostolica
La genealogia episcopale è:
- Cardinale Scipione Rebiba
- Cardinale Giulio Antonio Santori
- Cardinale Girolamo Bernerio, O.P.
- Arcivescovo Galeazzo Sanvitale
- Cardinale Ludovico Ludovisi
- Cardinale Luigi Caetani
- Cardinale Ulderico Carpegna
- Cardinale Paluzzo Paluzzi Altieri degli Albertoni
- Papa Benedetto XIII
- Papa Benedetto XIV
- Cardinale Enrico Enriquez
- Arcivescovo Manuel Quintano Bonifaz
- Cardinale Buenaventura Córdoba Espinosa de la Cerda
- Cardinale Giuseppe Maria Doria Pamphilj
- Papa Pio VIII
- Papa Pio IX
- Cardinale Alessandro Franchi
- Cardinale Giovanni Simeoni
- Cardinale Antonio Agliardi
- Cardinale Basilio Pompilj
- Cardinale Adeodato Piazza, O.C.D.
- Cardinale Sergio Pignedoli
- Vescovo Owen McCoy, M.Afr.
- Cardinale Anthony Olubunmi Okogie

La successione apostolica è:
- Vescovo Anthony Okonkwo Gbuji (1973)
- Vescovo Albert Ayinde Fasina (1988)
- Vescovo Michael Odogwu Elue (2004)
- Arcivescovo Augustine Obiora Akubeze (2006)
- Vescovo Matthew Hassan Kukah (2011)